# Saint-Martin-la-Plaine
Saint-Martin-la-Plaine [sɛ̃ maʁtɛ̃ la plɛn] ist eine französische Gemeinde mit 3768 Einwohnern (Stand: 1. Januar 2022) im Département Loire in der Region Auvergne-Rhône-Alpes. Saint-Martin-la-Plaine gehört zum Arrondissement Roanne und zum Kanton Rive-de-Gier. Die Einwohner werden Saint-Martinaires genannt.

## Geographie
Umgeben wird Saint-Martin-la-Plaine von den Nachbargemeinden Chabanière mit Saint-Didier-sous-Riverie im Norden, Saint-Joseph im Osten, Rive-de-Gier im Süden, Genilac im Westen sowie Saint-Romain-en-Jarez im Nordwesten.
Das Gemeindegebiet wird vom Bach Ruisseau de Baulieu zum Féloin entwässert, der an der westlichen und südlichen Gemeindegrenze dem Gier zustrebt. An der östlichen Gemeindegrenze verläuft der Bach Vaille.

## Geschichte
Saint-Martin-la-Plaine wird erstmals im Jahr 984 mit dem Namen Saint Martin le Planitie erwähnt.

### Bevölkerungsentwicklung
| Jahr                       | 1962 | 1968 | 1975 | 1982 | 1990 | 1999 | 2007 | 2017 |
| -------------------------- | ---- | ---- | ---- | ---- | ---- | ---- | ---- | ---- |
| Einwohner                  | 1879 | 1956 | 2311 | 2430 | 3168 | 3424 | 3626 | 3755 |
| Quellen: Cassini und INSEE |      |      |      |      |      |      |      |      |

## Sehenswürdigkeiten

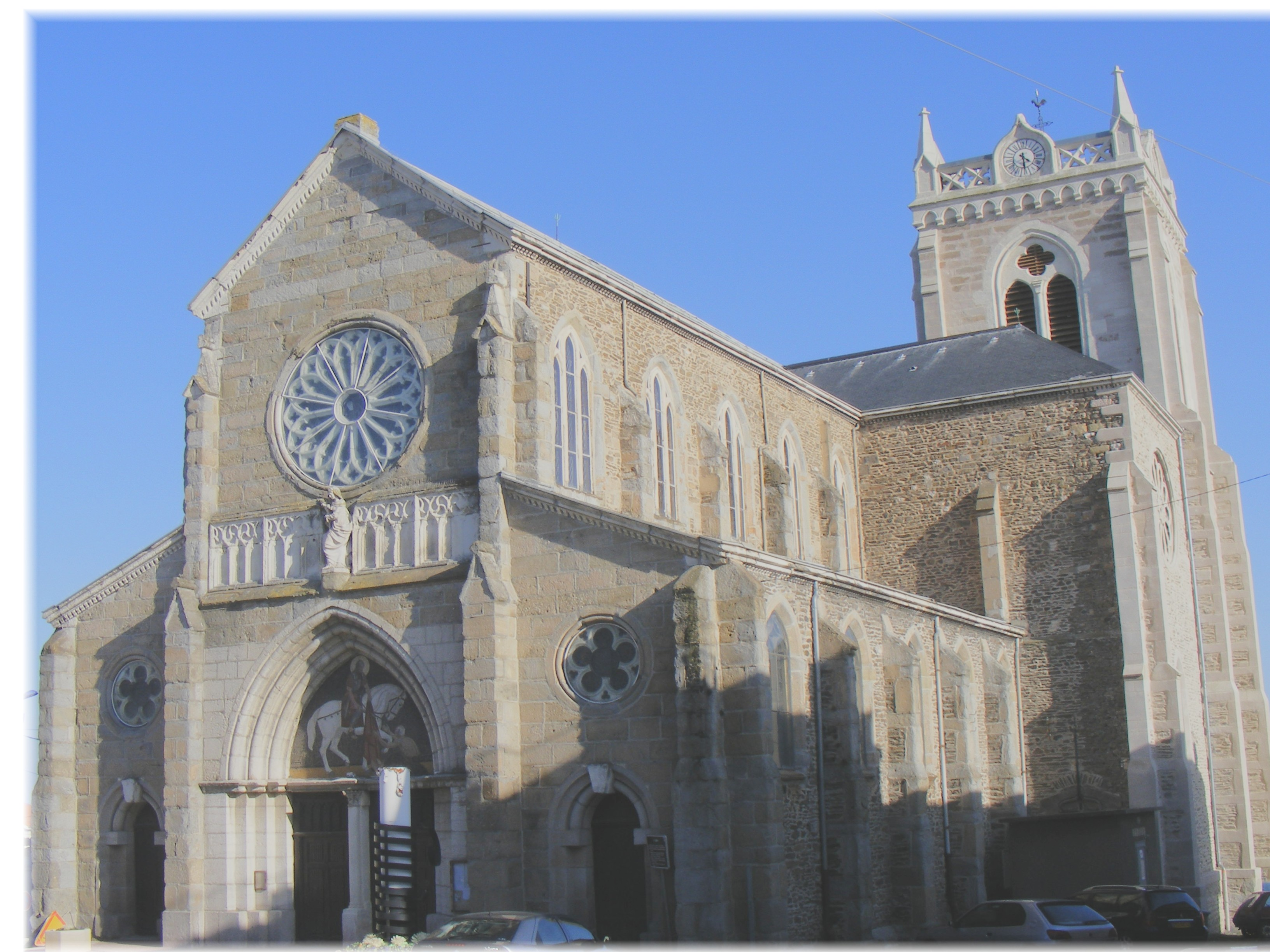
Kirche Saint-Martin

- Reste des römischen Gier-Aquädukts
- Neogotische Kirche Saint-Martin
- Schloss Plantier
- Turm Pré-Bayard
- Domäne Catonnière
- Espace zoologique de Saint-Martin-la-Plaine

## Gemeindepartnerschaft
Mit der deutschen Gemeinde Igensdorf in Oberfranken (Bayern) besteht seit 1992 eine Partnerschaft.

## Persönlichkeiten
- Jean-Claude Verpilleux (1798–1875), Erfinder und Unternehmer
- Antoine Charmet (1912–1945), katholischer Geistlicher